# ヤコブ・フルサン
ヤコブ・フルサン（Jakob Fuglsang、1985年3月22日 - ）は、スイス、ジュネーヴ出身で、デンマーク国籍の自転車競技選手。デンマーク語では姓はフールサン（グ）/fuːlsɑŋˀ/ となる。「フルサング」「フグルサング」とも表記された。

## 経歴
ジュニア、U23時代はマウンテンバイク主体の活動を行っており、2007年の世界選手権自転車競技大会・U23部門で優勝。また2008年の北京オリンピックでは、マウンテンバイクの代表選手として参加している（25位）。
一方、2008年のデンマーク一周で総合優勝を果たしたことを契機に、ロードレースへの活動にシフト。
愛称はアイアンマン。

### 2009年
- チーム・サクソバンクと契約を結んでプロ転向。
- カタルーニャ一周 総合6位
- デンマーク一周連覇を達成。
- ツアー・オブ・スロベニア 区間1勝(第1S)・総合優勝。
- ブエルタ・ア・エスパーニャ 出場。
- ジロ・デッレミリア 2位

### 2010年
- デンマーク選手権・個人タイムトライアル(ITT) 優勝。
- ツール・ド・スイス総合3位。
- デンマーク一周総合3連覇達成。
- ジロ・ディ・ロンバルディア 4位

### 2011年
- レオパード・トレックに移籍。
- アムステルゴールドレース 4位
- ツール・ド・スイス　総合4位
- ブエルタ・ア・エスパーニャ
  - 総合11位
  - 総合首位 第1ステージ
- ロードレース世界選手権・ITT 10位

### 2012年
- ツール・ド・ルクセンブルク 総合優勝
- デンマーク選手権・ITT 優勝
- オーストリア一周 総合優勝
- ロンドンオリンピック
  - 個人ロード 12位
  - ITT 15位

### 2013年
- アスタナに移籍
- クリテリウム・デュ・ドフィネ 総合4位
- ツール・ド・フランス 総合7位

### 2014年
- パリ〜ニース 総合5位
- ツール・ド・ロマンディ 総合7位
- クリテリウム・デュ・ドフィネ 総合10位

### 2015年
- ツアー・オブ・オマーン 総合7位
- パリ〜ニース 総合7位
- フレッシュ・ワロンヌ 8位
- リエージュ〜バストーニュ〜リエージュ 9位

### 2016年
- ツアー・オブ・オマーン 総合3位
- ジロ・デル・トレンティーノ 総合3位
  - 第1ステージ チームタイムトライアル 優勝
- リオデジャネイロオリンピック
  -  個人ロードレース 銀メダル

### 2017年
- クリテリウム・デュ・ドーフィネ　 総合優勝（第6、8ステージ優勝）
- ツアー・オブ・アルマトイ　区間優勝（第2ステージ）

### 2018年
- ツール・ド・ロマンディ　区間優勝（第4ステージ）
- ツール・ド・スイス　総合2位

### 2019年
- ブエルタ・ア・アンダルシア　 総合優勝
- ストラーデ・ビアンケ　２位
- ティレーノ〜アドリアティコ　総合3位（第5ステージ優勝）
- リエージュ〜バストーニュ〜リエージュ 優勝
- クリテリウム・デュ・ドーフィネ　 総合優勝
- ブエルタ・ア・エスパーニャ　区間優勝（第16ステージ）

### 2020年
- ブエルタ・ア・アンダルシア　 総合優勝、 ポイント賞（第1,3ステージ優勝）
- イル・ロンバルディア 優勝

### 2022年
- メルカントゥール・クラシック・アルプ＝マリティーム（英語版） 優勝